# Lenguaje de especificación de procesos
El lenguaje de especificación de procesos (PSL por sus siglas en inglés) es un conjunto de términos lógicos utilizados para describir procesos. Los términos lógicos se especifican en una ontología que proporciona una descripción formal de los componentes y sus relaciones que conforman un proceso. La ontología se desarrolló en el Instituto Nacional de Estándares y Tecnología (NIST), y ha sido aprobada como una norma internacional en el documento ISO 18629. 
El lenguaje de especificación de procesos se puede utilizar para la representación de procesos de fabricación, ingeniería y negocios, incluida la planificación de producción y procesos, gestión de flujo de trabajo, reingeniería de procesos comerciales, simulación, realización de procesos, modelado de procesos y gestión de proyectos. En el dominio de la fabricación, el objetivo de PSL es servir como una representación común para integrar varias aplicaciones relacionadas con el proceso a lo largo del ciclo de vida del proceso de fabricación.

## Ontología
La base de la ontología es un conjunto de conceptos primitivos (objeto, actividad, ocurrencia de actividad, punto de tiempo), constantes (inf+, inf-), funciones (inicio de, fin de) y relaciones ( ocurrencia de, participa_en, entre, antes, existe_en, está_ocurriendo_en ) Esta ontología central se utiliza para describir conceptos más complejos. La ontología utiliza el formato de intercambio lógico común (CLIF) para representar los conceptos, constantes, funciones y relaciones.
Esta ontología proporciona un vocabulario de clases y relaciones para conceptos en el nivel básico de instancias de eventos, instancias de objetos y puntos de tiempo. El nivel superior de PSL se basa en lo siguiente:
- Actividad, una clase o tipo de acción, como install-part, que es la clase de acciones en las que se instalan partes
- Actividad-ocurrencia, un evento o acción que tiene lugar en un lugar y hora específicos, como una instancia específica de install-part que ocurre en una marca temporal específica
- Timepoint, un punto en el tiempo
- Objeto, cualquier cosa que no sea un punto de tiempo o una actividad.